# 1899年意大利足球锦标赛
1899年意大利足球錦標賽是第二屆意大利足球錦標賽，比賽於1899年4月2日至4月16日間進行，最終由熱那亞足球俱樂部奪得隊史第二座冠軍。

## 賽事經過
根據《咖啡報》（Il Caffaro）記載，原定1899年3月26日舉行的利古里亞大區預選賽應由熱那亞對陣利古里亞FBC。但該賽事先被推遲至次日，最終因利古里亞FBC退賽而取消。另有消息指兩隊後來進行了友誼賽替代正式比賽，熱那亞以3-1取勝，衛冕冠軍因此自動晉級決賽。
4月2日舉行的皮埃蒙特預選賽由都靈體操會對陣FBC托里內塞，前者勝出後於4月9日國際都靈的準決賽中告負。最終熱那亞擊敗國際都靈，連續第二年奪冠。

## 資格賽

### 利古里亞大區
1899年3月27日，熱那亞原定與桑普達雷納地區隊伍對戰，但對手賽前退賽。

### 皮埃蒙特大區
比賽日期：4月2日
| 第一隊   | 比數          | 第二隊      |
| -------- | ------------- | ----------- |
| 都靈體操 | 2–0（加時賽） | FBC托里內塞 |

比賽日期：4月9日
| 第一隊   | 比數 | 第二隊   |
| -------- | ---- | -------- |
| 國際都靈 | 2–0  | 都靈體操 |

## 決賽
比賽日期：4月16日
| 第一隊 | 比數 | 第二隊   |
| ------ | ---- | -------- |
| 熱那亞 | 3–1  | 國際都靈 |